# 아레나 아마조니아
아레나 아마조니아는 브라질 아마조나스주 마나우스에 위치한 경기장으로, 2014년 FIFA 월드컵 경기가 열릴 경기장으로 선정되었다. 2010년에 착공했으며 2014년에 개장했다. 과거 이스타지우 비바우두 리마(Estádio Vivaldo Lima)가 있던 자리에 건설되었으며 수용 인원은 41,000명이다.
이 경기장의 소재지인 마나우스의 악명높은 열대 기후와 더불어 다른 경기장들과는 달리 이 경기장 하나만 엄청나게 먼 거리에 위치하고 있기 때문에 2014년 FIFA 월드컵에 참가했던 팀들의 기피 대상이었다고 한다. 이 경기장에서는 조별 예선만 열렸다. 2016년 리우데자네이루 하계 올림픽 축구 경기도 2014년 FIFA 월드컵 때처럼 조별 예선만 열렸다.

## 갤러리

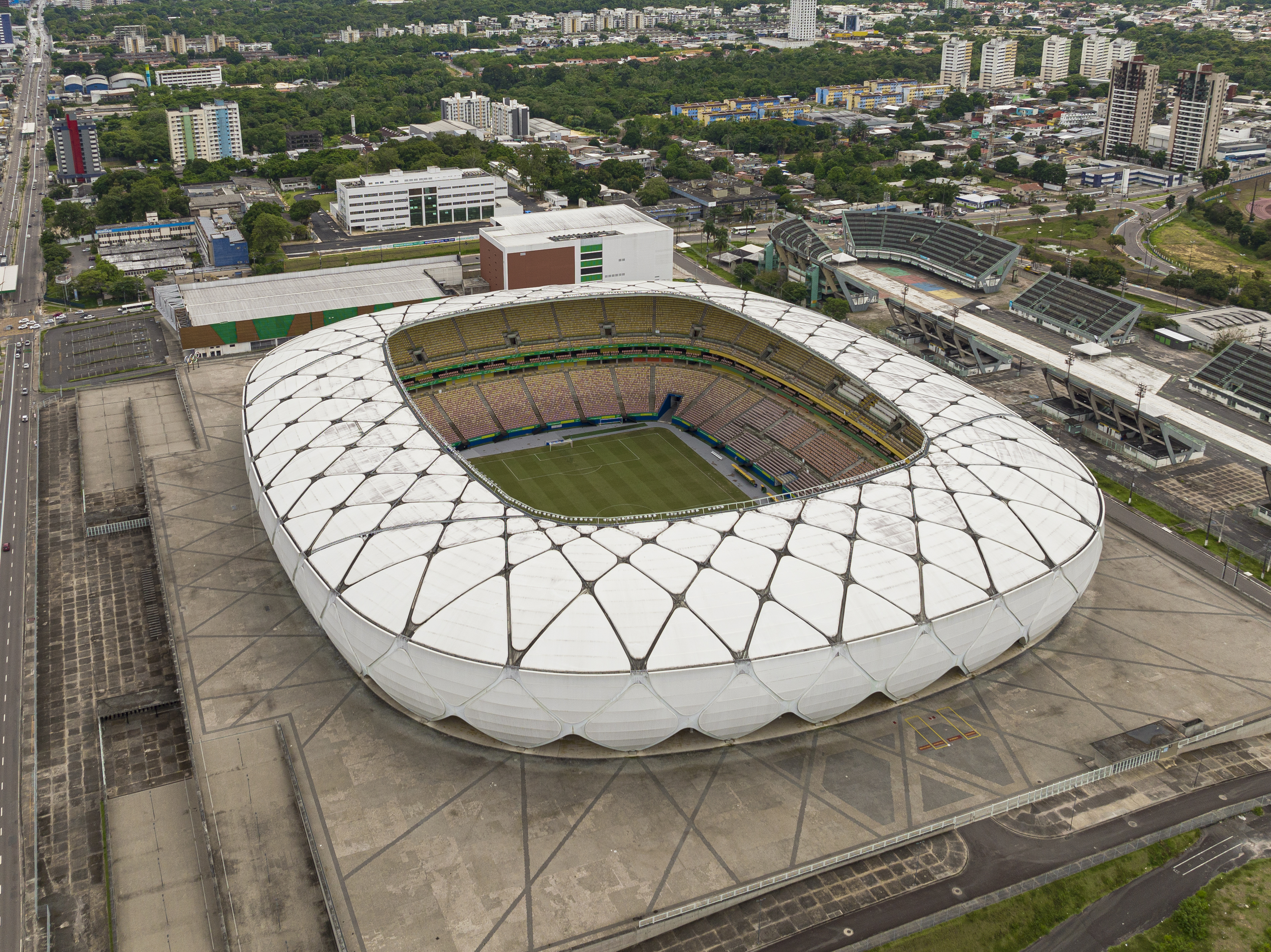
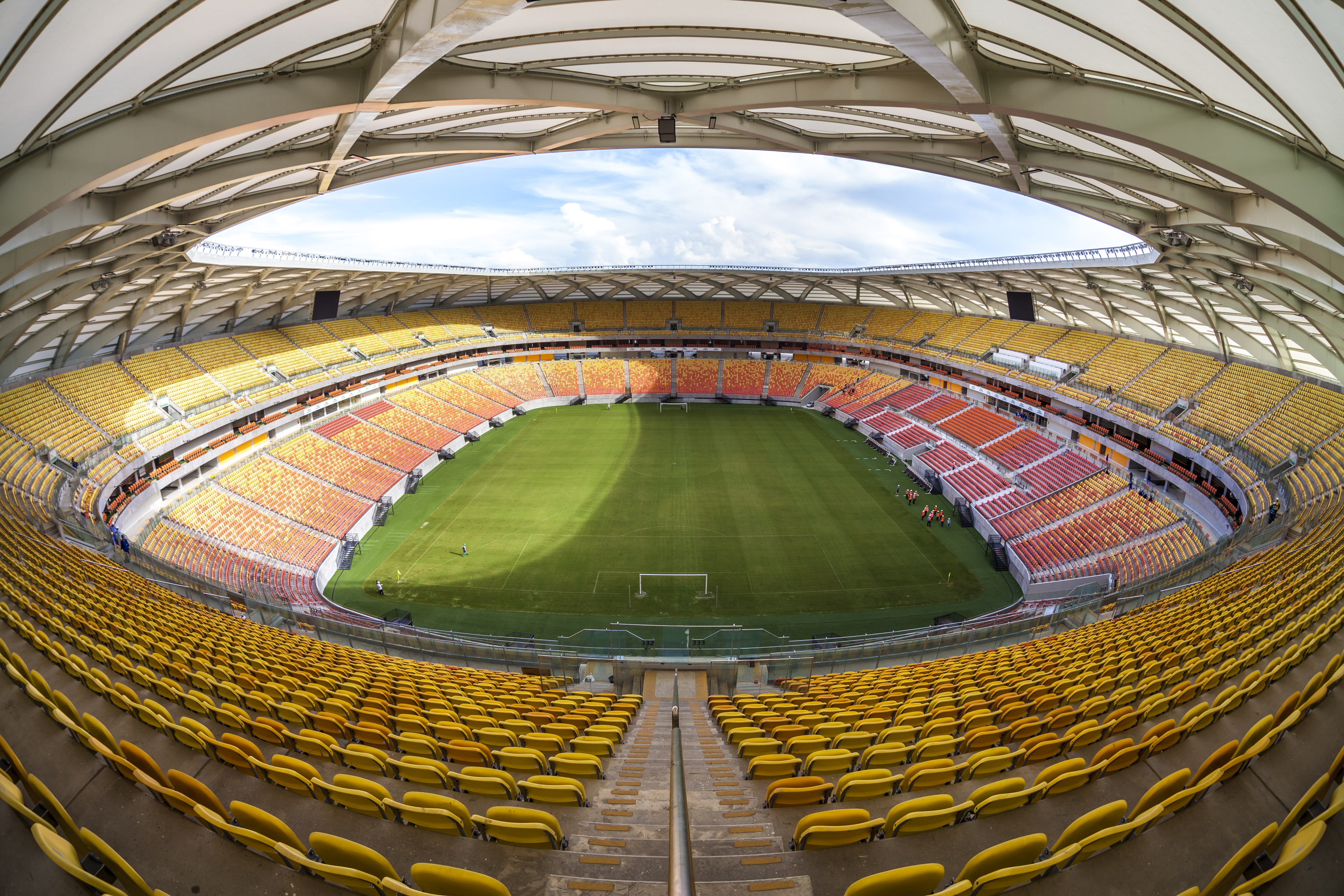
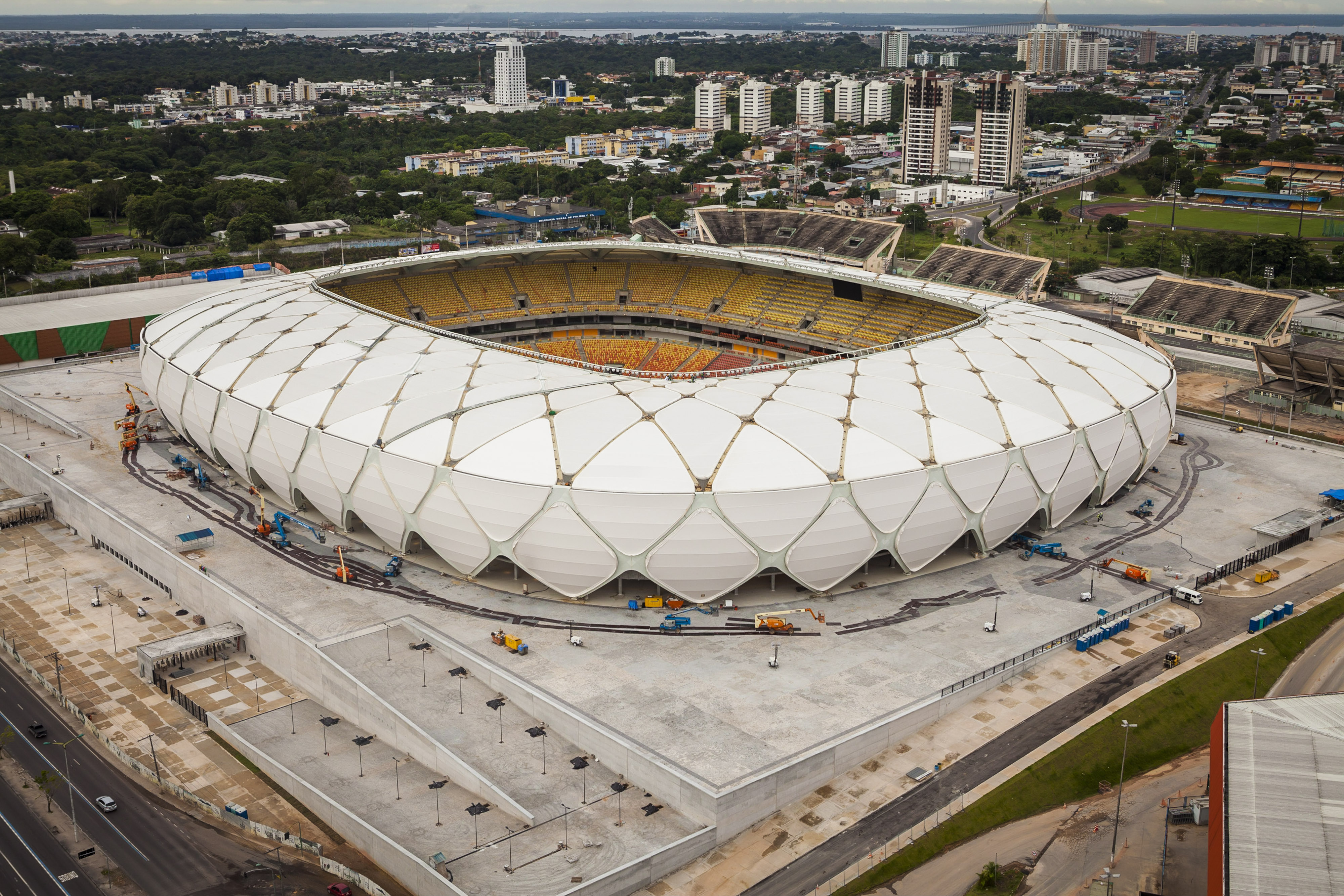
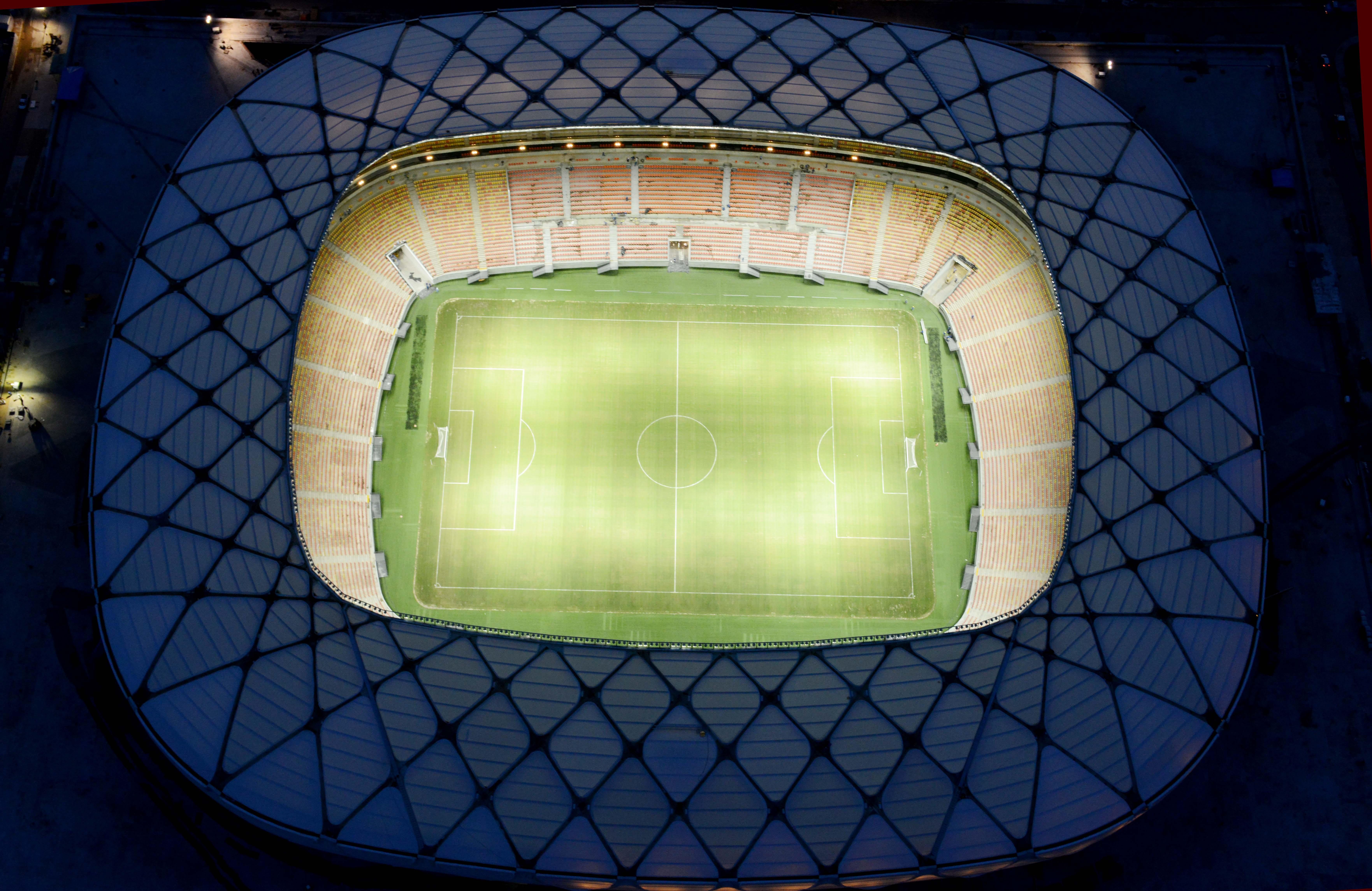
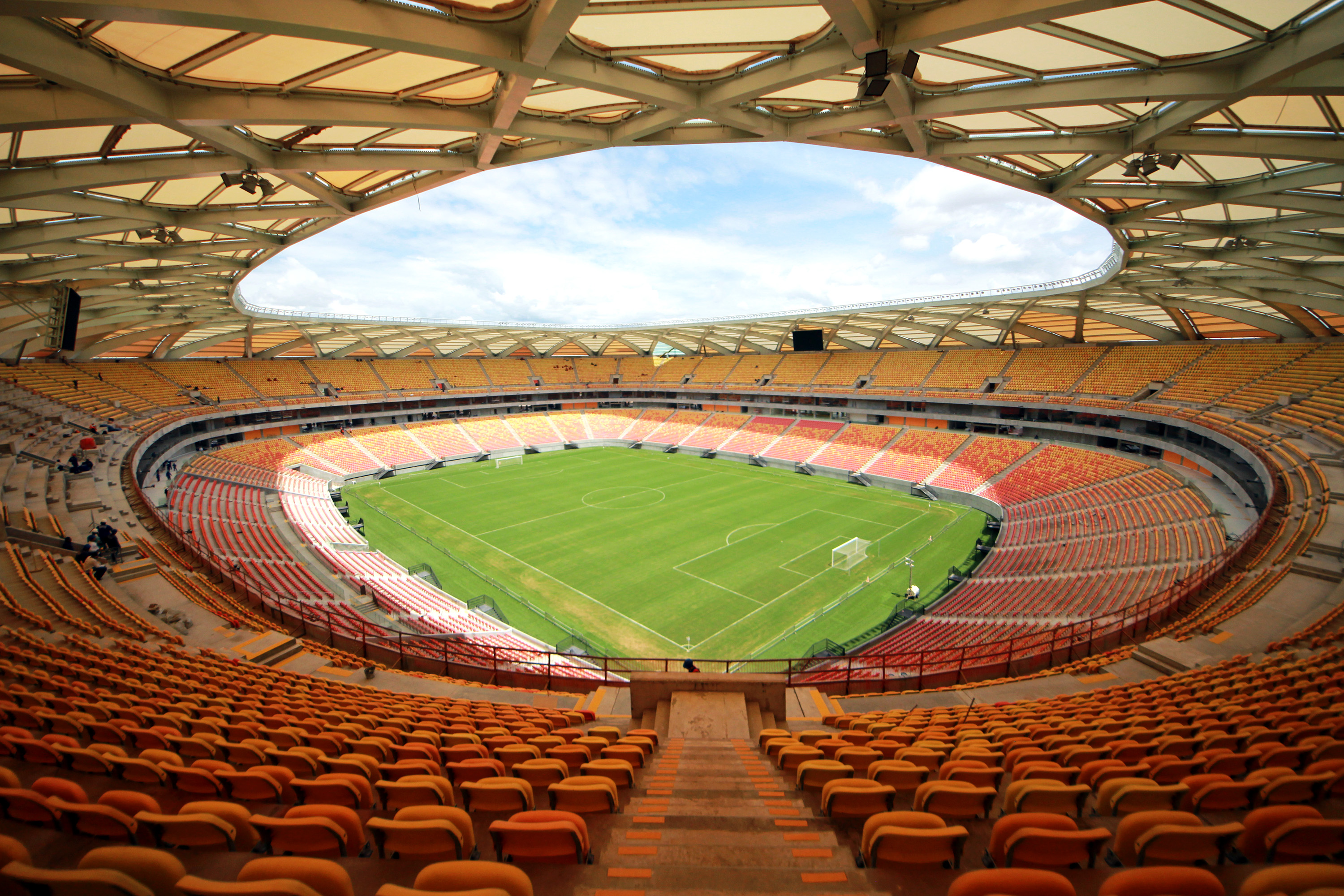
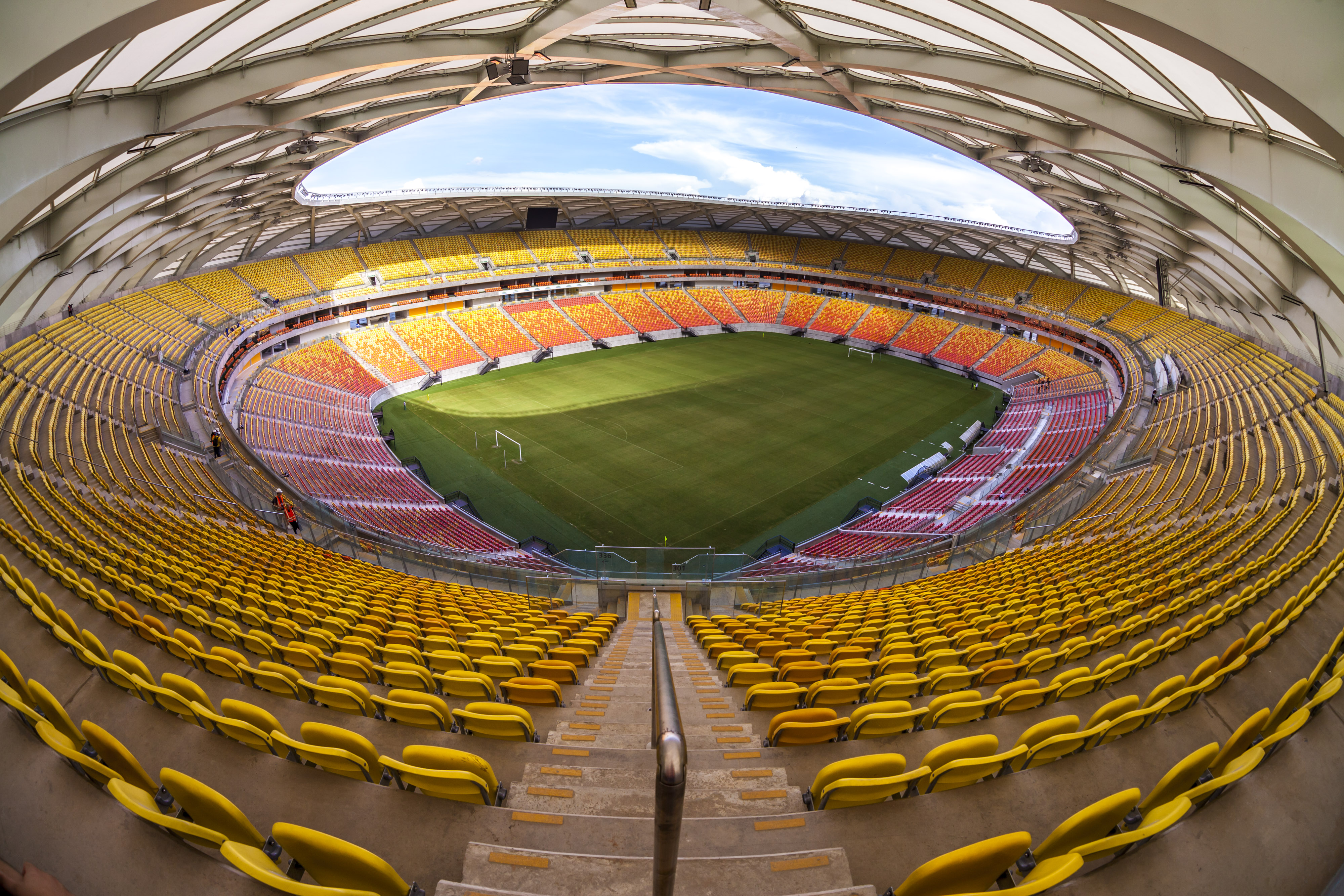
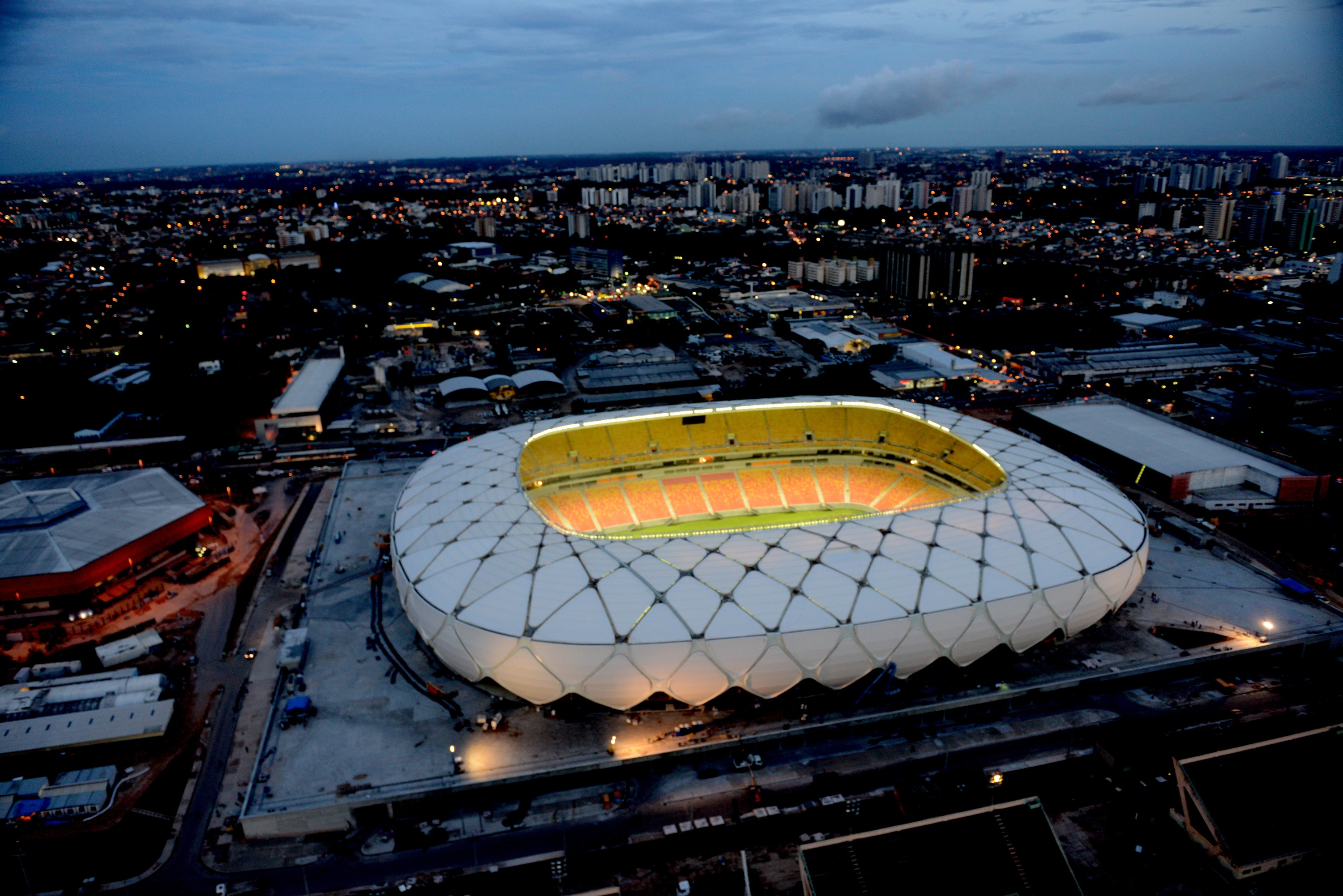
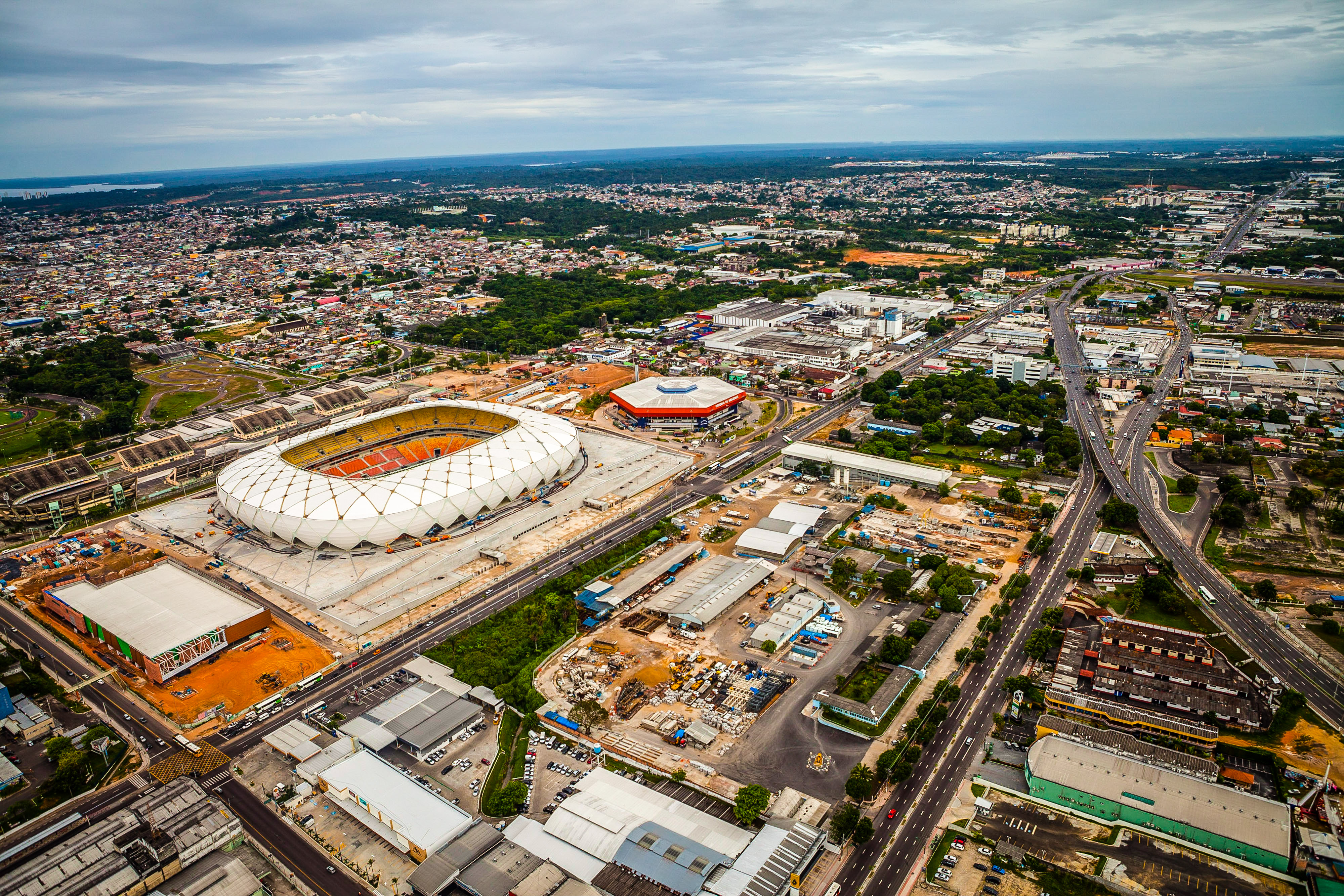

## 2014 FIFA 월드컵 일정
| 날짜       | 시간 (UTC-4) | 팀 #1    | 결과 | 팀 #2      | 대회 | 관중   |
| ---------- | ------------ | -------- | ---- | ---------- | ---- | ------ |
| 2014-06-14 | 18:00        | 잉글랜드 | 1-2  | 이탈리아   | D조  | 39,800 |
| 2014-06-18 | 18:00        | 카메룬   | 0-4  | 크로아티아 | A조  | 39,982 |
| 2014-06-22 | 18:00        | 미국     | 2-2  | 포르투갈   | G조  | 40,123 |
| 2014-06-25 | 16:00        | 온두라스 | 0-3  | 스위스     | E조  | 40,322 |

## 2016년 하계 올림픽 일정
| 날짜       | 시간 (UTC-4) | 팀 #1      | 결과 | 팀 #2      | 대회 | 관중   |
| ---------- | ------------ | ---------- | ---- | ---------- | ---- | ------ |
| 2016-08-04 | 18:00        | 스웨덴     | 2-2  | 콜롬비아   | B조  | 29,996 |
| 2016-08-04 | 21:00        | 나이지리아 | 5-4  | 일본       | B조  | 29,996 |
| 2016-08-07 | 18:00        | 스웨덴     | 0-1  | 나이지리아 | B조  | 23,892 |
| 2016-08-07 | 21:00        | 일본       | 2-2  | 콜롬비아   | B조  | 26,603 |